# Окладнево
Окладнево — деревня в Боровичском муниципальном районе Новгородской области, относится к Волокскому сельскому поселению.

## География
Деревня находится в 11 км к северо-западу от административного центра поселения — деревни Волок, с восточной стороны автодороги Боровичи — Любытино.

## История
В 1911 году деревня Окладнево располагалась Тихвинском тракте и относилась к Десято-Пятницкой волости Боровичского уезда Новгородской губернии, число жителей тогда было — 563, дворов — 239, деревня тогда находилась на земле Окладневского сельского общества, в деревне был постоялый двор, имелись две мелочные лавки и казённая винная лавка. По постановлению ВЦИК от 3 апреля 1924 Десято-Пятницкая волость была присоединена к Волокской волости уезда. Население деревни Окладнево по переписи населения 1926 года — 582 человека. Затем, с августа 1927 года, деревня — центр Окладневского сельсовета новообразованного Боровичского района новообразованного Боровичского округа в составе переименованной из Северо-Западной в Ленинградскую области. на 1 сентября 1930 года в Окладневе имелось внештатное почтово-телеграфное учреждение, действовала сельхозкоммуна (колхоз) «Начало» Окладневского сельского Совета. По постановлению ЦИК и СНК СССР от 23 июля 1930 года Боровичский округ был упразднён, а район перешёл в прямое подчинение Леноблисполкому. Население деревни Окладнево в 1940 году было 374 человека. Указом Президиума Верховного Совета СССР от 5 июля 1944 года была образована Новгородская область и Боровичский район вошёл в её состав.
Во время неудавшейся всесоюзной реформы по делению на сельские и промышленные районы и парторганизации, в соответствии с решениями ноябрьского (1962 года) пленума ЦК КПСС «о перестройке партийного руководства народным хозяйством» с 10 декабря 1962 года и сельсовет и деревня вошли в крупный Боровичский сельский район, а 1 февраля 1963 года административный Боровичский район был упразднён, но пленум ЦК КПСС, состоявшийся 16 ноября 1964 года, восстановил прежний принцип партийного руководства народным хозяйством, после чего Указом Верховного Совета РСФСР от 12 января 1965 года сельские районы были преобразованы вновь в административные районы и решением Новгородского облисполкома от 12 января 1965 года и Окладневский сельсовет и деревня вновь в Боровичском районе. Решением Новгородского облисполкома № 571 от 22 сентября 1975 года Окладневский сельсовет был упразднён, а деревня вошла в состав Волокского сельсовета.
После прекращения деятельности Волокского сельского Совета в начале 1990-х стала действовать Администрация Волокского сельсовета, которая была упразднена с 1 января 2006 года на основании постановления Администрации города Боровичи и Боровичского района от 18 октября 2005 года и деревня Окладнево, по результатам муниципальной реформы входит в состав муниципального образования — Волокское сельское поселение Боровичского муниципального района (местное самоуправление), по административно-территориальному устройству подчинена администрации Волокского сельского поселения Боровичского района.
В деревне был выявлен памятник архитектуры регионального значения XVIII—XIX вв. — «Конюшня», который был перевезен в Музей народного деревянного зодчества «Витославлицы».

## Население
| 1989 | 2002 | 2006 | 2008 | 2009 | 2010 |
| ---- | ---- | ---- | ---- | ---- | ---- |
| 121  | ↘90  | ↘72  | ↗90  | ↗94  | ↘63  |

По переписи населения 2002 года, в деревне Окладнево проживали 90 человек (99 % русские)

## Инфраструктура
В деревне есть автономная система водоснабжения, к северо-западу от деревни находится карьер «Окладнево» ОАО «Боровичский комбинат огнеупоров» Окладневского месторождения огнеупорных глин, действует ФАП «Окладнёвский медпункт», есть магазин № 67 филиала Новоблпотребсоюз «Боровичское Райпо», а также вышки сотовой связи ОАО «Вымпел-Коммуникации» и ОАО «Мобильные телесистемы».